# Zamach w Nazraniu
Zamach w Nazraniu miał miejsce 17 sierpnia 2009 roku. W ataku zamachowca-samobójcy zginęło 25 osób, a 138 odniosło rany.
Nazrań do 2000 roku był stolicą Inguszetii, rosyjskiej prowincji.

## Zamach
O 9:08 17 sierpnia 2009 samochód dostawczy GAZ Gazela wyładowany materiałami wybuchowymi, zatrzymał się przy siedzibie milicji w stolicy Inguszetii − Nazraniu. Zamachowiec-samobójca zdetonował wówczas ok. 500 kg trójnitrotoluenu. W wyniku eksplozji budynek, przy którym nastąpiła eksplozja, stanął w płomieniach. Spłonęły także zaparkowane w sąsiedztwie samochody. Wybuch spowodował krater o średnicy czterech metrów i głębokości 1,5−2 metrów, a w okolicznych domach w promieniu 500 m powypadały okna z budynków. W wyniku zamachu zginęło 25 osób.

## Skutki
Po zamachu, prezydent Rosji Dmitrij Miedwiediew zdymisjonował inguskiego ministra spraw wewnętrznych Rusłana Mierwijewa.
Premier Inguszetii Raszyd Gajsanow, ogłosił trzydniową żałobę w Inguszetii. Prezydent Inguszetii Junus-bek Jewkurow, który został ranny w zamachu z 22 czerwca, powiedział, że celem zamachu terrorystycznego było spowodowanie destabilizacji regionu i wywołanie paniki.